# Тиберий Клавдий Квартин
Тиберий Клавдий Квартин (на латински: Tiberius Claudius Quartinus) e политик и сенатор на Римската империя през 2 век.
През 130 г. той е суфектконсул заедно с Касий Агрипа. След това през 136 – 138 г. той е управител на Британия след Публий Мумий Сисена.